# Château de Maÿtie
Le château de Maÿtie, ou château d'Andurain, est un château situé à Mauléon-Licharre, dans le département des Pyrénées-Atlantiques et la région Nouvelle-Aquitaine.
Le château fait l'objet d'un classement aux Monuments historiques, réalisé en plusieurs étapes : 
- la totalité du château est inscrite le 19 mai 1925 ;
- les façades, toitures et cheminées intérieures sculptées sont classées 2 octobre 1953 ;
- l’aile sud du château, dans sa totalité est inscrite le 24 novembre 2005.

## Histoire
Le château fut édifié par Arnaud de Maÿtie, nommé évêque d'Oloron par Henri IV en 1598 avec pour mission de rétablir le culte catholique dans un diocèse à majorité protestant. Il est cependant probable que la construction ait été commencée par Pierre de Maÿtie, membre de la même famille, dont plusieurs membres furent évêques d'Oloron.
En 1661, la révolte du curé Matalas mena à la destruction d'une des quatre tours du château, qui ne fut jamais reconstruite. 
Le château, jamais vendu, est conservé dans la même famille depuis sa construction.
Maÿtie est la propriété de la famille d’Andurain d'Azémar de Fabrègues.

## Architecture

### Extérieur
Le château présente une forme rectangulaire, flanquée à chaque angle d'une tour carrée. L'architecture est de style Renaissance, avec une façade particulièrement remarquable par son élégance : fenêtres à meneaux et à frontons, arcs brisés allégeant les lignes, mascarons, balcon ouvragé. Cette façade forme le contrepoint de l'imposante toiture à la charpente en bardeaux de châtaignier, haute de trois étages.
Le toit repose sur une rare charpente en triple carène de navire, véritable chef-d'œuvre d’architecture traditionnelle.
Trois tours seulement subsistent des quatre tours d'origine, la quatrième ayant été brûlée puis abattue lors de la révolte du curé Matalas en 1661.

### Intérieur
L'intérieur se distingue par un escalier à volées droites ajourées d'une élégante arcature, desservant tous les étages. Le grand salon, au rez-de-chaussée, et la chambre de l'évêque, au 1er étage, comportent des cheminées baroques sculptées, encastrant un médaillon aux armes de l'évêque ainsi qu'un portrait d'Arnaud de Maÿtie.
Sept pièces meublées sont accessibles au public, présentant notamment un mobilier d’époque, des livres anciens rares et des cheminées ornées.

## Visites
Le château se visite durant les mois de juillet à septembre.
Il est ouvert du 1er juillet au 21 septembre, les lundis, mardis, mercredis, vendredis et dimanches après-midi. Les visites sont guidées et ont lieu à 11h00, 15h00, 16h15 et 17h30. Le château est fermé les jeudis, dimanches matin et jours fériés. Des visites pour les groupes sont également possibles toute l’année sur rendez-vous.